# Udara albocaerulea
Udara albocaerulea is een vlinder uit de familie van de Lycaenidae. De wetenschappelijke naam van de soort is voor het eerst gepubliceerd in 1879 door Frederic Moore.
De soort komt voor in India, China, Taiwan en Japan.